# Paježura Bruijnova
Paježura Bruijnova (Zaglossus bruijni) je jeden ze tří žijících druhů paježur. Žije ve vnitrozemí Nové Guineje a na ostrově Salawatti ve vlhkých horských lesích 1000–3000 m n. m. Populace paježury klesá kvůli kácení lesů a nadměrnému lovu. Podle klasifikace IUCN je druh kriticky ohrožený (CR). Poprvé jej popsali Wilhelm Peters a Giacomo Doria v roce 1876.

## Stavba těla

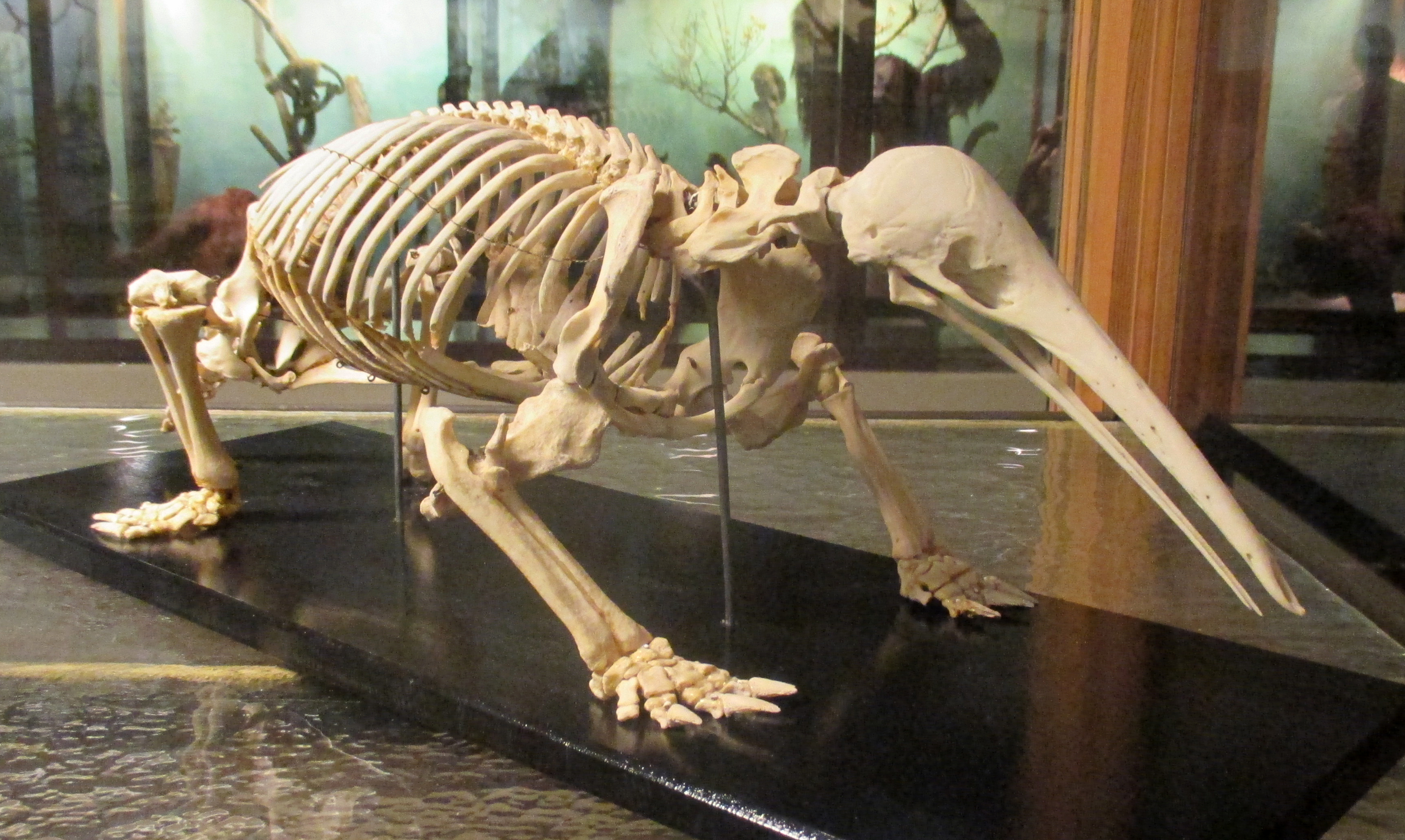
Kostra

Pravděpodobně je největším ptakořitným savcem. Paježura Bruijnova je středně velký vejcorodý živočich, jehož blízkým a známějším příbuzným je ježura australská. Ta je o něco větší a má více ostnů než paježura. Tělo paježury měří 45 až 77 cm, ocas je zakrnělý. Má na dotek hrubou, vlnitou srst, ze které ční krátké tupé bodliny. Ty jsou často jen slabě patrné. Čenich je delší než čenich ježury, tvoří dvě třetiny délky hlavy a je mírně zahnutý dolů. Na jazyku má jemné háčky, které slouží k zachytávání kořisti. Na nohou je pět prstů, přičemž drápy jsou na zadních nohách jen na prostředních prstech. Samci mají na zadních nohou rohovité ostruhy.

## Způsob života
Je převážně nočním živočichem. Živí se bezobratlými, hlavně žížalami, larvami bezobratlých, mravenci a termity, po kterých pátrá čenichem v lesní půdě a u termitišť. Samici se v době rozmnožování vytváří dočasný záhyb na břiše, ve kterém přechovává vajíčka i mláďata, která se zde v bezpečí vyvíjejí a jsou krmena mlékem. O životě tohoto skrytě žijícího živočicha se ví jen málo, ale předpokládá se, že způsob života má podobný jako Ježura australská.

## Vyhynutí v Austrálii
Původně se předpokládalo, že paježury na území Austrálie vyhynuly zhruba před 10 000 lety. Avšak při studiu vycpaných ježur v londýnském přírodovědném muzeu si Kristofer Helgen všiml exempláře téměř dvojnásobně většího než ostatní ježury. Jednalo se o paježuru Bruijnovu přivezenou Johnem T. Tunneyem z Austrálie, kde pobýval v letech 1901 až 1903. O ještě nedávném výskytu paježur v Austrálii svědčí i výpovědi místních obyvatel. Díky nočnímu a skrytému způsobu života paježury Bruijnovy je možné, že by mohlo několik jedinců přežívat v austrálských horách dodnes.

## Chov
V zajetí se nechová, pouze ZOO Moskva vlastnilo k 31. lednu 2008 jednoho samce.[zdroj?]